# Diak (prawosławie)
Diak (gr. διάκονος diákonos 'sługa', również daskał, od greckiego didaskalos, por. didaskalia) – funkcja kościelna w Kościołach tradycji bizantyjskiej.
Diak to kantor, który w cerkwi prowadzi śpiewy i zna się na obrządku. Towarzyszy i pomaga kapłanowi w jego posłudze, tzn. śpiewa podczas nabożeństw, w czasie udzielania sakramentów lub na pogrzebach.
Był również doradcą chłopów, czytał im Psałterz i literaturę ludową, nauczał w szkółce parafialnej, dbał o wygląd cerkwi, organizował prace chóru i bractw cerkiewnych.
Na terenie Galicji w 1782 większą część ich majątku (diakówki) przejęto na Fundusz Kościelny, resztę w latach 70. XIX wieku na rzecz szkół. Wtedy też ze szkół zaczęli wypierać ich nauczyciele świeccy. W 1886 zorganizowali własne towarzystwo wzajemnej pomocy, jednak środki przez nie zgromadzone okazały się niewystarczające. W związku z tym w latach 90. XIX wieku rozpoczęli oni walkę o stałe wynagrodzenie za pracę na rzecz parafii, w 1892 wystąpili nawet z żądaniem przyznania statusu urzędników.